# Bilderbergconferentie 2009
De Bilderbergconferentie van 2009 werd gehouden van 14 t/m 17 mei 2009 in het Astir Palace resort in  Vouliagmeni (ten zuiden van Athene), Griekenland. Vermeld zijn de officiële agenda indien bekend, alsmede namen van deelnemers indien bekend. Achter de naam van de opgenomen deelnemers staat de hoofdfunctie die ze op het moment van uitnodiging uitoefenden.

## Agenda
- Governments and Markets (Regeringen en markten)
- After the G20: The Role of Institutions (Na de G20: de rol van instituten)
- Protectionism: How Serious? (Protectionisme: Hoe ernstig?)
- Cyber-terrorism: Strategy and Policy (Cyberterrorisme: Strategie en beleid)
- Sustainability: Post-Kyoto Challenges (Duurzaamheid: Post-Kyoto uitdagingen)
- Iraq: Role and Responsibilities in the Region (Irak: Rol en verantwoordelijkheden in de regio)
- Afghanistan and Pakistan (Afghanistan en Pakistan)
- A New Order: The United States and the World (Een Nieuwe Orde: De Verenigde Staten en de wereld)
- Lessons from a Crisis (Lessen uit een Crisis)
- Challenge to Market Economies and Democracies (Uitdaging voor markteconomieën en democratieën)
- Russia and China: New Imperialisms (Rusland en China: nieuw imperialisme)
- Current Affairs: How does Industry See the Future? (Actuele zaken: Hoe ziet de industrie de toekomst?)

1954 ·
1955 (1) ·
1955 (2) ·
1956 ·
1957 (1) ·
1957 (2) ·
1958 ·
1959 ·
1960 ·
1961 ·
1962 ·
1963 ·
1964 ·
1965 ·
1966 ·
1967 ·
1968 ·
1969 ·
1970 ·
1971 ·
1972 ·
1973 ·
1974 ·
1975 ·
(1976) ·
1977 ·
1978 ·
1979 ·
1980 ·
1981 ·
1982 ·
1983 ·
1984 ·
1985 ·
1986 ·
1987 ·
1988 ·
1989 ·
1990 ·
1991 ·
1992 ·
1993 ·
1994 ·
1995 ·
1996 ·
1997 ·
1998 ·
1999 ·
2000 ·
2001 ·
2002 ·
2003 ·
2004 ·
2005 ·
2006 ·
2007 ·
2008 ·
2009 ·
2010 ·
2011 ·
2012 ·
2013 ·
2014 ·
2015 ·
2016 ·
2017 ·
2018 ·
2019 ·
2020 ·
2021 ·
2022 ·
2023